# Trepni dvaput
Trepni dvaput (engleski: Blink Twice) američki je psihološki triler iz 2024. godine, redateljski debi Zoë Kravitz. Scenarij su napisali Kravitz i E. T. Feigenbaum. U filmu glume Naomi Ackie, Channing Tatum, Christian Slater, Simon Rex, Adria Arjona, Haley Joel Osment, Kyle MacLachlan, Geena Davis i Alia Shawkat.
Radnja prati skupinu ljudi pozvanih na privatni otok milijardera, gdje se počinju događati čudne i uznemirujuće stvari, osobito vezane uz žene koje sudjeluju u događaju.
Film je premijerno prikazan u DGA Theatreu u Los Angelesu 8. kolovoza 2024., a u kinima SAD-a 23. kolovoza. Diljem svijeta zaradio je 43,6 milijuna USD uz produkcijski budžet od 20 milijuna USD te je dobio uglavnom pozitivne kritike recenzenata.

## Radnja
Frida, umjetnica za nokte na temu životinja i konobarica u koktel baru, radi na ekskluzivnom događanju sa svojom prijateljicom Jess. Ondje susreće milijardera i tehnološkog mogula Slatera Kinga, koji je nedavno odstupio s pozicije izvršnog direktora nakon javne isprike zbog neodređenog prethodnog ponašanja. On ih obje poziva na svoj privatni otok.
Tamo, Slaterova asistentica Stacy oduzima njihove mobitele. Na otoku su Slaterovi prijatelji i poslovni partneri: fotograf Vic, privatni kuhar Cody, DJ Tom i diplomirani student Lucas, kao i tri gošće: reality show zvijezda Sarah, ambiciozna programerka Camilla i odvjetnica/pušačica marihuane Heather. Žene dobivaju raskošne sobe, poklon vrećice s parfemom i luksuzno iskustvo odmora, obogaćeno vrhunskim obrocima i koktelima koje priprema Cody, te snažnim halucinogenim drogama.
Frida se sukobljava sa Sarah zbog Slaterove pažnje, dok Jess primjećuje propuste u pamćenju. Svi lokalni radnici imaju istu tetovažu zmije, a Frida doživljava čudne susrete sa sobaricom, koja je prepoznaje i naziva je "Crveni Zec".
Slaterov terapeut Rich dolazi u posjetu i dobiva crvenu poklon vrećicu. Tijekom noći ispunjene zabavom i drogama, Jess ugrize zmija, a kasnije kaže Fridi da želi otići. Na doručku, Frida primijeti da Lucas miriše na parfem koji koriste žene. Dok su muškarci otišli na pecanje, Frida otkriva sobu s desecima identičnih crvenih poklon vrećica.
Fridu sluškinja prevari da popije zmijski otrov, nakon čega počinje pamtiti čudne događaje. Shvaća da Jess nedostaje, iako se nijedna od ostalih žena nje uopće ne sjeća. Uznemirena, Frida istražuje i otkriva cvijet na otoku, koji ima sposobnost brisanja sjećanja, a koji je stavljen u njihovu hranu i parfem. Uspijeva uvjeriti Saru što se događa te ju nagovara da popije otrov, koji djeluje kao protuotrov za učinke cvijeta.
Muškarci se vraćaju dok Frida i Sarah postaju sve više paranoične. Zajedno uspijevaju prevariti ostale žene, uključujući Stacy, da popiju čašice otrova kako bi im vratile sjećanja. Frida se potom ušulja u Slaterov ured kako bi vratila njihove mobitele, no otkriva da su oni ispražnjeni i bez signala.
Fridina sjećanja se vraćaju u potpunosti, otkrivajući da su muškarci svake noći silovali žene te im brisali sjećanja koristeći cvijet. Kada se Jessina sjećanja nisu mogla izbrisati zbog otrova, ubili su je. Frida također pronalazi polaroide na kojima su različite žene i muškarci s crvenim poklon vrećicama, što otkriva da Slater redovito poziva goste da siluju ljude i poklanja im parfeme koje mogu koristiti kada nisu na otoku.
Frida i Sarah pokušavaju dobiti na vremenu dok se sjećanja Camille i Heather vraćaju, što dovodi do toga da Camilla ubije Toma, dok Heather teško ozlijedi Vica prije nego što je ubije Stan, Slaterov zaštitar i bivši marinac. Slater ubija Camillu, a muškarci se skrivaju u Slaterovoj vili, gdje on ismijava Lucasa što je pasivno sudjelovao u zlostavljanju tako što nije učinio ništa da pomogne ženama.
Stacy napada Fridu, ignorirajući ponašanje muškaraca, pa ju Frida ubije. Stan trči za Fridom, ali ga ubija Sarah, koja preuzima njegov pištolj; Cody bježi u šumu, ali ga Sarah vjerojatno ubija. U vili, Lucas pokušava pobjeći, ali ga pogrešno ubijaju u zamci koju su postavile Frida i Sarah za Slatera; nakon toga, Slater zarobi Fridu u vili.
Otkriva se da je Frida bila na otoku prethodne godine i doživjela iste događaje, ugrizavši Vicov mali prst i oštetivši si glavu o stjenovito mjesto prije nego što su joj izbrisana sjećanja. Sluškinja je prepoznala Fridu po njezinim noktima s crvenim zecom.
Slater se nasmije svojoj nedavnoj isprici, izjavljujući da "nema oprosta, samo zaborava", prije nego što ode prema Sarah. Dok ga nema, Frida dodaje parfem koji briše uspomene u njegov vape. Učinak ga natjera da zaboravi prethodne događaje i panika ga obuzme kada vidi tijela. Slater se spotakne i padne u nesvijest dok se vila počinje paliti. Žene uspijevaju pobjeći, ostavljajući Vica da umre, ali Frida spašava Slatera.
Kasnije, Rich, koji je također silovao Fridu na otoku, susreće Slatera koji izgleda dezorijentirano. Frida je sada u braku sa Slaterom, dok istovremeno drogira njegov vape s cvijetom kako bi ga održala poslušnim.

## Uloge
- Naomi Ackie kao Frida
- Channing Tatum kao Slater King
- Alia Shawkat kao Jess
- Christian Slater kao Vic
- Simon Rex kao Cody
- Adria Arjona kao Sarah
- Haley Joel Osment kao Tom
- Liz Caribel kao Camilla
- Levon Hawke kao Lucas
- Trew Mullen as Heather
- Geena Davis kao Stacy
- Kyle MacLachlan kao Rich
- Cris Costa kao Stan
- María Elena Olivares kao sobarica

## Produkcija
Zoë Kravitz počela je pisati film pod radnim naslovom Pussy Island 2017. godine. U lipnju 2021. godine Kravitz je objavila da će se prvi put okušati kao redateljica s filmom čiji je scenarij napisala s E. T. Feigenbaumom. Channing Tatum pristao je na glavnu ulogu, a na Cannes Film Marketu MGM je osvojio prava na distribuciju, dok je Naomi Ackie angažirana za ulogu Fride, glavnog lika filma. Ostatak glumačke postave najavljen je od svibnja do lipnja 2022. godine, a Jordan Harkins i Stacy Perskie pridružili su se filmu kao izvršni producenti. 
Snimanje je započelo 23. lipnja 2022., a produkcija se odvijala u Yucatánu i Quintana Roou u Meksiku. U siječnju 2024. godine, naslov filma promijenjen je s Pussy Island na Blink Twice. Kravitz je objasnila da su se pojavili problemi s Upravom za film (MPA) koja nije željela staviti naslov na plakate ili u kino ulaznice, ali je također spomenula: "Zanimljivo je da su nakon istraživanja, žene bile uvrijeđene tom riječi, a žene koje su vidjele naslov govorile su: 'Ne želim gledati taj film,' što je dio razloga zašto sam htjela pokušati koristiti tu riječ, pokušavajući je ponovno prisvojiti i ne učiniti je nečim što se ne osjećamo ugodno koristiti. Ali još nismo tamo. Mislim da je to nešto što kao redateljica imam odgovornost slušati."

## Objava
Blink Twice premijerno je prikazan u DGA Theateru u Los Angelesu 8. kolovoza 2024., a u Sjedinjenim Američkim Državama je objavljen 23. kolovoza 2024. pri Amazon MGM Studios, dok je Warner Bros. Pictures film pustio u međunarodnu distribuciju 21. kolovoza 2024. Amazon je 21. kolovoza izdao upozorenje na Twitteru/X-u o potencijalno uznemirujućim sadržajima filma, spominjući "zrele teme i prikaze nasilja — uključujući seksualno nasilje". Variety je istaknuo kako je to rijedak potez za jedan studio, no dio rastućeg trenda u Hollywoodu koji ide dalje od standardnih ocjena MPA. Upozorenje je također prikazano prije kino projekcija. 

## Recepcija

### Zarada
Do 19. rujna 2024., Blink Twice zaradio je 22,5 milijuna USD u Sjedinjenim Američkim Državama i Kanadi, te 21,1 milijun USD na drugim tržištima, što je ukupno 43,6 milijuna USD širom svijeta.
U Sjedinjenim Američkim Državama i Kanadi, Blink Twice je objavljen zajedno s filmovima The Crow i The Forge, a predviđalo se da će zaraditi između 7 i 8 milijuna dolara u 3.067 kina tijekom prvog vikenda. Film je prvog dana zaradio 2,9 milijuna dolara, uključujući procijenjenih 820.000 dolara od prikazivanja u četvrtak navečer. Na kraju je debitirao s 7,3 milijuna dolara. U drugom vikendu, film je zaradio 4,8 milijuna dolara.

### Kritički osvrt
Na stranici za prikupljanje recenzija Rotten Tomatoes, 74 % od 205 recenzija kritičara bilo je pozitivno, s prosječnom ocjenom 6,7/10. Metacritic je dodijelio filmu ocjenu 66/100 na temelju 45 recenzija, što označava "općenito povoljne" kritike. Publika koju je anketirao CinemaScore dala je filmu prosječnu ocjenu B– na skali od A+ do F, dok su ankete PostTraka dali ukupnu pozitivnu ocjenu od 74 %, a 50 % ih je izjavilo da bi ga definitivno preporučili.
U recenziji za RogerEbert.com, Peyton Robinson dala je filmu jednu od četiri zvjezdice, navodeći da ne uspijeva značajno obraditi svoje teme o "mračnim sposobnostima bogatih bijelih muškaraca". Robinson je opisala humor filma kao "neuspješan" i neučinkovit. Iako je pohvalila glumačke izvedbe, osobito Tatuma i Ackie, zaključila je da je film "domaća eksploatacija" s "pretencioznim zaključkom" koji nema hrabrosti za snažno pripovijedanje.

## Vanjske poveznice
- Blink Twice u internetskoj bazi filmova IMDb-a